# Alfabeto takri
El alfabeto tākri (en devanagari : टाकरी; a veces llamada tankri) es un sistema de escritura alfasilabario de la familia de escrituras bráhmicas. Está estrechamente relacionado y se deriva de  sharada, un alfabeto anteriormente empleado para escribir el cachemir. También está relacionado con el  gurmují utilizado para escribir panyabí. La versión de takri empleada en Jammu se conocía como Dogra Akkhar. Hay dos formas principales de takri: chamba y dogra. La primera fue considerada por Grierson como la forma estándar del takri, principalmente porque fue la primera variedad desarrollada para la impresión. Además de chamba y dogra, existen numerosas variedades locales, "y cada Estado montañoso tiene su propio estilo". Hasta finales de la década de 1940, una versión adaptada (llamada dogri, dogra o dogra akkhar) fue la oficial para escribir dogri en el estado principesco de Jammu y Cachemira y para el kangri, chambyali y mandyali en Himachal Pradesh. Sin embargo, la escritura takri utilizada en Sirmour en Himachal Pradesh y en la región de Jaunsar-Bhawar en las colinas de Garhwal tiene ciertas distinciones.

## Historia
El alfabeto takri se desarrolló a partir de la etapa Devāśeṣa de la escritura sharada de los siglos XIV al XVIII y se encuentra principalmente en los estados montañosos como Chamba, Uttrakhand y áreas circundantes, donde se denomina Chambyali. y en la división de Jammu, donde se le conoce como dogri. Las variantes locales obtuvieron el estatus de escrituras oficiales en algunos de los estados montañosos del panyab, y se utilizaron con fines administrativos y literarios hasta el siglo XIX. Después de 1948, cuando se estableció Himachal Pradesh como unidad administrativa, las variantes locales de takri fueron reemplazadas por devanagari.
El propio takri se ha utilizado históricamente para escribir varios idiomas dárdicos y pahari occidentales y centrales en el Himalaya occidental, como el gaddi (el idioma del grupo étnico gaddi), kishtwari (un idioma, o posiblemente un dialecto altamente idiosincrásico de Cachemira, hablado en la región de Kishtwar de Jammu y Cachemira) y chambyali (el idioma de la región de Chamba de Himachal Pradesh). El takri solía ser el alfabeto más común para los registros comerciales y la comunicación en varias partes de Himachal Pradesh, incluidas las regiones de Chintpurni, Una, Kangra, Bilaspur y Hamirpur. Hombres de negocios de edad avanzada todavía se pueden encontrar usando takri en estas áreas, pero la generación más joven ahora usa devanagari o incluso el alfabeto inglés (latino). Este cambio se remonta al comienzo de la primera época de la independencia de la India (décadas de 1950 a 1980).

## Alfabeto
| Alfabeto takri estandarizado | Correspondiente en devanagari        |
| ---------------------------- | ------------------------------------ |
|                              | Alfabeto de devanagari estandarizado |

## Variedades
Hay múltiples variedades regionales de takri y además existe una variación considerable en la ortografía de los nombres de estas formas regionales y de los idiomas que representan. Los nombres de los idiomas también han cambiado, por lo que los nombres utilizados por Grierson y otras fuentes difieren de las prácticas actuales. Para ayudar en la identificación de idiomas y las formas takri asociadas con ellos, los nombres de idiomas a continuación se indican mediante códigos ISO639-3. También se indican ejemplares de takri representativos de la forma regional.
- Bhattiyali [bht]: Bhateali, Bhatiali
- Chambeali [cdh]: Chambiali, Chameali, Chamiali
- Dogri [dgo], [doi]: Dogari
- Gaddi [gbk]: Bharmauri, Gadi
- Gahri [bfu]: Bunan
- Jaunsari [jns]
- Kangri [xnr]: Kangra, Kangra-Dogri
- Kinnauri [kjo]: Kanauri
- Kishtwari [kas]: Kashtwari, registrado como dialecto de Kashmiri
- Kulvi [kfx]: Kullu, Kului, Kullvi
- Mahasu [bfz]: Kochi, Kiunthali
- Mandeali [mjl]: Himachali, Mandi
- Sirmauri [srx]

El estándar de referencia para el alfabeto ha sido la versión chambeali; que es la que ha sido codificada en Unicode.
La variedad de takri usada para el sirmauri y jaunsari también ha sido propuesta para ser digitalizada en Unicode.

## Unicode
El alfabeto takri se agregó al estándar Unicode en enero de 2012 con el lanzamiento de la versión 6.1. Este proyecto fue posible en parte gracias a una subvención de la Fundación Nacional para las Humanidades de los Estados Unidos, que financió el Universal Scripts Project (parte de la iniciativa de la Universidad de California en Berkeley).
El bloque Unicode para Takri es U+11680 – U+116CF:
| Takri Official Unicode Consortium code chart (PDF)                                  |   |   |   |   |   |   |   |   |   |   |   |   |   |   |   |   |
|                                                                                     | 0 | 1 | 2 | 3 | 4 | 5 | 6 | 7 | 8 | 9 | A | B | C | D | E | F |
| U+1168x                                                                             | 𑚀 | 𑚁 | 𑚂 | 𑚃 | 𑚄 | 𑚅 | 𑚆 | 𑚇 | 𑚈 | 𑚉 | 𑚊 | 𑚋 | 𑚌 | 𑚍 | 𑚎 | 𑚏 |
| U+1169x                                                                             | 𑚐 | 𑚑 | 𑚒 | 𑚓 | 𑚔 | 𑚕 | 𑚖 | 𑚗 | 𑚘 | 𑚙 | 𑚚 | 𑚛 | 𑚜 | 𑚝 | 𑚞 | 𑚟 |
| U+116Ax                                                                             | 𑚠 | 𑚡 | 𑚢 | 𑚣 | 𑚤 | 𑚥 | 𑚦 | 𑚧 | 𑚨 | 𑚩 | 𑚪 | 𑚫  | 𑚬  | 𑚭  | 𑚮  | 𑚯  |
| U+116Bx                                                                             | 𑚰  | 𑚱  | 𑚲  | 𑚳  | 𑚴  | 𑚵  | 𑚶  | 𑚷  | 𑚸 |   |   |   |   |   |   |   |
| U+116Cx                                                                             | 𑛀 | 𑛁 | 𑛂 | 𑛃 | 𑛄 | 𑛅 | 𑛆 | 𑛇 | 𑛈 | 𑛉 |   |   |   |   |   |   |
| Notas Desde la versión Unicode 13.0 Las áreas grises indican segmentos no asignados |   |   |   |   |   |   |   |   |   |   |   |   |   |   |   |   |